# Yao Jingyuan
Yao Jingyuan (* 14. Juni 1958 in Yingkou, Provinz Liaoning, China) ist ein ehemaliger chinesischer Gewichtheber. Er war 1984 Olympiasieger im Leichtgewicht.

## Werdegang
Yao Jingyuan begann als Jugendlicher im Jahre 1973 in einem Schulteam von Yingkou mit dem Gewichtheben. Auf Grund seiner guten Leistungen kam er bald danach in das Team der Provinz Liaoning und 1979 in die chinesische Nationalmannschaft der Gewichtheber. Bei einer Größe von 1,64 Metern startete er als Erwachsener immer im Leichtgewicht, der Gewichtsklasse, die zu seiner Zeit ihr Gewichtslimit bei 67,5 kg Körpergewicht hatte.
Seine erste Leistung, die bekannt ist, erzielte er anlässlich eines Länderkampfes von China gegen die Bundesrepublik Deutschland am 18. April 1984 in Hangzhou, wo er im Zweikampf 272,5 kg (112,5–160) erzielte. Kurz danach kam er bei der chinesischen Meisterschaft im Leichtgewicht mit 280 kg (120–160) hinter Chao Xinmin, 295 kg, auf den 2. Platz.
1979 belegte Yao Jingyuan bei der Asien-Meisterschaft in Tokio mit 292,5 kg (125–167,5) hinter Hirai aus Japan, der 295 kg (132,5–162,5) erzielte und vor dem Nordkoreaner Li Gwang-Ju, 290 kg (130–160), den 2. Platz. Er wurde 1979 auch schon bei der Weltmeisterschaft in Saloniki eingesetzt und kam dort mit 295 kg (122,5–172,5) auf den 7. Platz. Mit seiner Leistung im Stoßen von 172,5 kg gewann er aber eine WM-Bronzemedaille.
Im Jahre 1980 konnte er nicht an den Olympischen Spielen in Moskau teilnehmen, weil diese Spiele von China aus politischen Gründen boykottiert wurden. Er verbesserte in diesem Jahr aber seine persönliche Bestleistung im Zweikampf bei einem intern. Turnier in Shanghai auf 312,5 kg (137,5–175). 1981 startete er dann wieder bei der Weltmeisterschaft, die in Lille stattfand und schaffte dort im Reißen 132,5 kg. Im Stoßen unterliefen ihm dort allerdings drei Fehlversuche, so dass er bei dieser Weltmeisterschaft ohne gültiges Zweikampfresultat unplatziert blieb.
1982 siegte Yao Jingyuan bei den Asien-Spielen in New Delhi im Leichtgewicht mit 307,5 kg vor dem Japaner Shimaya und seinem Landsmann Chao Xinmin. Bei der Weltmeisterschaft dieses Jahres in Ljubljana wurde er aber nicht eingesetzt.
Bei der Weltmeisterschaft 1983 in Moskau, bei der erstmals nach vielen Jahren chinesische Sportler wieder in der Sowjetunion an den Start gingen, kam er mit 315 kg (140–175) auf den 5. Platz. Im Jahre 1984 folgte dann der größte Erfolg in der Laufbahn von Yao Jingyuan, denn er wurde in Los Angeles Olympiasieger im Leichtgewicht. Er erzielte dort im Zweikampf 320 kg (142,5–177,5) mit denen er vor Andrei Socaci, Rumänien, 312,5 kg (142,5–170) und Jouni Grönman aus Finnland, 312,5 kg (140–172,5) siegte. Gleichzeitig wurde er dort auch Weltmeister im Zweikampf und im Stoßen.
Yoa Jingyuan setzte nach seinem Olympiasieg seine Karriere noch fort und belegte bei der Weltmeisterschaft 1985 in Södertälje im Leichtgewicht mit 315 kg (140–175) den 3. Platz hinter Michail Petrow, 335 kg (145–190) und Wesselin Galabarow, 330 kg (150–180), beide aus Bulgarien.
1986 siegte er schließlich noch bei den Asien-Spielen in Seoul im Leichtgewicht vor seinem Landsmann Lin Xiangkui und Kim Ki-Wong, Südkorea. Die Leistungen aus dieser Meisterschaft sind leider nicht bekannt.
Danach ist er bei internationalen Meisterschaften in keiner Siegerliste mehr verzeichnet.

## Internationale Erfolge
| Jahr | Platz | Wettbewerb                       | Gewichtsklasse | |
| 1979 | 2.    | Asien-Meisterschaft in Tokio     | Leicht         | mit 292,5 kg (125–167,5), hinter Hirai, Japan, 295 kg (132,5–162,5), vor Li Gwang-Ju, Nordkorea, 290 kg (130–160)                                        |
| 1979 | 7.    | WM in Saloniki                   | Leicht         | mit 295 kg (122,5–172,5); Sieger: Janko Russew, Bulgarien, 332,5 kg (145–187,5) vor Joachim Kunz, DDR, 325 kg (145–180)                                  |
| 1980 | 1.    | „Amerika“-Cup in Honolulu/Hawaii | Leicht         | mit 302,5 kg (135–167,5), vor Chao Xinmin, China, 295 kg (130–165) u. Shimaya, Japan, 290 kg                                                             |
| 1980 | 1.    | Intern. Turnier in Shanghai      | Leicht         | mit 312,5 kg (137,5–175), vor Chao Xinmin, 297,5 kg u. Takada, Japan, 295 kg                                                                             |
| 1981 | unpl. | WM in Lille                      | Leicht         | nach 132,5 kg im Reißen 3 Fehlversuche im Stoßen, deshalb kein Zweikampf-Resultat; Sieger: Joachim Kunz, 340 kg (150–190) vor Paschow, Bulgarien, 330 kg |
| 1982 | 1.    | Asien-Spiele in New Delhi        | Leicht         | mit 307,5 kg, vor Yatsuo Shimaya, Japan u. Chao Xinmin                                                                                                   |
| 1983 | 5.    | WM in Moskau                     | Leicht         | mit 315 kg (140–175); Sieger: Joachim Kunz, 340 kg (145–195) vor Janko Russew, 337,5 kg (145–192,5)                                                      |
| 1984 | Gold  | OS in Los Angeles                | Leicht         | mit 320 kg (142,5–177,5), vor Andrei Socaci, Rumänien, 312,5 kg (142,5–170) u. Jouni Grönman, Finnland, 312,5 kg (140–172,5)                             |
| 1985 | 3.    | WM in Södertälje                 | Leicht         | mit 315 kg (140–175), hinter Michail Petrow, 335 kg (145–190) u. Weselin Galabarow, 330 kg (150–180), bde. Bulgarien                                     |
| 1986 | 1.    | Asien-Spiele in Seoul            | Leicht         | vor Lin Xiangkui, China u. Kim Ki-wong, Südkorea |

## WM-Einzelmedaillen
- WM-Goldmedaillen: 1984/Stoßen
- WM-Silbermedaillen: 1984/Reißen
- WM-Bronzemedaillen: 1979/Stoßen – 1985/Stoßen

## Chinesische Meisterschaften
(soweit bekannt)
| Jahr | Platz | Gewichtsklasse | Ergebnis                                                   |
| 1978 | 2.    | Leicht         | mit 280 kg (120–160), hinter Chao Xinmin, 295 kg (130–165) |